# Oxycodone-aspirine
L'association oxycodone-aspirine (vendu sous le nom de Percodan) est un puissant analgésique associant les principes actifs de l'aspirine et de l'oxycodone, utilisée pour traiter à court terme la douleur. C'est un puissant agoniste opioïde. Le Percodan a d'abord été commercialisé par Dupont Pharmaceuticals et prescrit aux États-Unis en 1950. Il fut un temps l'un des analgésiques le plus largement prescrit, mais il a été largement supplanté par d'autres associations médicamenteuses, tels que le Percocet associant l'oxycodone au paracétamol au lieu de l'aspirine. 

Chaque comprimé de Percodan contient les ingrédients actifs suivants: 
- 4,62 mg de chlorhydrate d'oxycodone
- 0,38 mg d'oxycodone téréphtalate
- 325 mg d'aspirine.